# Jouke Hoogeveen
Jouke Hoogeveen (IJlst, 1 januari 1979) is een Nederlands marathonschaatser, langebaanschaatser en inline-skater.

## Biografie
Hoogeveen verhuisde eind jaren negentig naar Amsterdam, waar hij een universitaire studie pedagogiek voltooide. Hij ging meedoen met de friday night skatetochten door Amsterdam en rolde door in het Snelrol Skeelerteam. Door zijn ervaringen op natuurijs, geboren te IJlst, een van de Friese elfsteden, trok ook de ijsbaan. Hij bleek al snel talent te hebben, eerst vooral door afzien en doorzetten maar zijn techniek verbeterde ook met rappe schreden. 
Sinds het seizoen 2007-2008 rijdt Hoogeveen op het hoogste niveau bij de heren A. Hij won een wedstrijd in de grand prix van het Runnmeer. In januari 2010 werd hij op de natuurijsklassieker de Veluwemeertocht tweede achter Geert Jan van der Wal. Tijdens het NK afstanden 2010 maakte hij een uitstapje naar het langebaanschaatsen en deed mee aan de 5000m; hij finishte als veertiende. Een jaar later herhaalde hij dit uitstapje, op het NK afstanden 2011 werd hij zestiende.
In het seizoen 2011/2012 won hij de wedstrijd op kunstijs in Dronten. Ook werd hij dat jaar tweede op de alternatieve Elfstedentocht op de Weissensee in Oostenrijk. Aan het einde van dat natuurijsseizoen won hij de wedstrijd over 150 kilometer in Zweden. Daarmee veroverde hij tevens het natuurijsklassement, de zogenaamde Grand Prix Natuurijs.
Hoogeveen kenmerkt zich binnen het peloton door zijn aanvallende rijstijl. Mede hierdoor werd hij in 2012 tweede in het klassement van de Dick van Gangelen Bokaal. Deze prijs is ingesteld om aanvallend rijden in het marathonschaatsen te stimuleren.

## Persoonlijke records
| Afstand      | Tijd     | Datum            | Baan       |
| ------------ | -------- | ---------------- | ---------- |
| 5000 meter   | 6.30,94* | 29 oktober 2018  | Heerenveen |
| 10.000 meter | 12.56,62 | 19 november 2017 | Stavanger  |

* = masters bests

## Resultaten
| jaar | NK Afstanden |
| ---- | ------------ |
| 2010 | 14e 5000m    |
| 2011 | 16e 5000m    |
|      |              |
| 2015 | 4e 10.000m   |
| 2016 | 4e 10.000m   |
| 2017 | 11e 10.000m  |
| 2018 | 5e 10.000m   |
| 2019 | 5e 10.000m   |

### Top 3 uitslagen
2020
- KPN Open Nederlands Kampioenschap Marathon	Weissensee

2015
- Grand Prix Falun
- Aart Koopmans Memorial (KPN Grand Prix 1)	Weissensee
- Hotel Ridderkerk Marathon (KPN Marathon Cup 10)	Rotterdam
- Gewestelijk Kampioenschap Noord-Holland/Utrecht	Amsterdam

2014
- KPN Marathon Cup Finale	Amsterdam
- Aart Koopmans Memorial (KPN Grand Prix 1)	Weissensee
- KPN Marathon Cup 14	Tilburg
- Jan v/d Hoorn Schaatssport Marathon (KPN Marathon Cup 6)	Haarlem
- Gewestelijk Kampioenschap Noord-Holland/Utrecht	Amsterdam

2013
- Alternatieve Elfstedentocht (KPN Grand Prix 2)	Weissensee
- KPN Open Nederlands Kampioenschap	Weissensee
- KPN Nederlands Kampioenschap Marathon	Utrecht
- Gewestelijk Kampioenschap Noord-Holland/Utrecht	Amsterdam
- KPN Marathon Cup 4	Den Haag
- KPN Marathon Cup 2	Utrecht

2012
- KPN Grand Prix Finale	Falun
- Alternatieve Elfstedentocht (KPN Grand Prix 2)	Weissensee

2011
- KPN Marathon Cup 9	Amsterdam
- Kwintus Nova Trophy	Dronten

2010
- Veluwemeertocht	Elburg

2009
- Grand Prix 2	Runnmeer
- Essent Cup 6	Assen (B-divisie)
- KNSB Cup 1	Amsterdam (B-divisie)